# Lychnuchoides
Lychnuchoides är ett släkte av fjärilar. Lychnuchoides ingår i familjen tjockhuvuden.
Kladogram enligt Catalogue of Life:
| Lychnuchoides | \| \| Lychnuchoides frappenda \| \| \| \| \| \| Lychnuchoides ozina \| \| \| \| \| \| Lychnuchoides saptine \| \| \| \| |
|               | \| \| Lychnuchoides frappenda \| \| \| \| \| \| Lychnuchoides ozina \| \| \| \| \| \| Lychnuchoides saptine \| \| \| \| |
|               | Lychnuchoides frappenda                                                                                                 |
|               | |
|               | Lychnuchoides ozina |
|               | |
|               | Lychnuchoides saptine                                                                                                   |
|               | |